# Абылхан, Машани
Машани Абылхан (каз. Абылхан Машани, прежнее имя — Абылханов Машанист; род. 30 декабря 1954, пос. Равнина, Байрам-Алийский район, Марыйская область, Туркменская ССР) — экс-аким города Жанаозен Мангистауской области, экс-депутат Сената Парламента Республики Казахстан.

## Образование
В 1977 году окончил Казахский политехнический институт имени В. И. Ленина, получив специальность «горный инженер».
В 2000 году окончил Академию государственной службы при Президенте Республики Казахстан.

## Трудовая деятельность
- Оператор, инженер, инженер-геолог нефтепромысла, начальник лаборатории, заместитель начальника отдела нефтегазодобывающего управления «Узеньнефть» (1977—1985);
- Инструктор, заведующий отделом Новоузенского горкома партии (1985—1988);
- Первый заместитель председателя, председатель Новоузенского горисполкома (1988—1991);
- Заведующий отделом Мангистауского облисполкома (1991—1992);
- Глава Форт-Шевченковской городской администрации (1992);
- Глава Тупкараганской районной администрации (1992—1994);
- Глава администрации, аким города Жанаозен (1994—1999);
- Депутат Сената Парламента Республики Казахстан, член Комитета по законодательству и судебно-правовой реформе(сентябрь 1999-декабрь 2005);
- Кандидат в депутаты Сената Парламента Республики Казахстан от Мангистауской области (2005);
- Советник Генерального директора ТОО «Курмангазы-Петролеум» (с января 2006—2008), советник генерального директора АО "МНК «КазМунай Тениз» (2008—2009);
- Советник Генерального директора «Каспий Меруерты Оперейтинг Компани Б. В.» (КМОК) по связям с общественностью и с государственными органами (2009—2014).

## Награды и звания
- Орден Курмет (2005);
- Медали;
- Почетная грамота Республики Казахстан;
- Почетный гражданин города Жанаозен;
- Менеджер государственной службы.

## Семья
- Женат;
  - Дети: сын, две дочери;
    - Десять внуков.